# Luana Fracassi
Luana Fracassi (Campobasso, 27 maggio 1989) è una giocatrice di calcio a 5 ed ex calciatrice italiana, atleta del Coppa d'Oro.

## Caratteristiche tecniche
Giocatrice poliedrica, pur avendo giocato in carriera principalmente a centrocampo, nella Res Roma viene schierata nel reparto difensivo nel ruolo di terzino sinistro.

## Carriera
Luana Fracassi si avvicina al mondo del calcio in giovane età su suggerimento del suo capo scout, allenatore della squadra femminile del Campobasso, nella quale riconosce le qualità di calciatrice. Tesseratasi con la società molisana, dai 10 anni inizia ad allenarsi acquisendo i fondamentali nella scuola calcio passando nelle formazioni giovanili quindi, dalla stagione 2003-2004, viene inserita in rosa con la squadra titolare facendo il suo esordio in Serie B, l'allora terzo livello del campionato italiano femminile di calcio.
Nell'estate 2005 si accorda con il Monti del Matese Bojano, società di Bojano neopromossa in Serie A, che le offre un posto come riserva nella formazione guidata dall'allenatore Roberto Di Rienzo, facendo il suo debutto a 16 anni nel massimo livello del campionato italiano femminile nel corso della stagione 2005-2006. La stagione si rivelerà positiva, con Fracassi che contribuisce a far raggiungere alla società la settima posizione in classifica garantendosi la salvezza. Tuttavia il Monti del Matese decide di non iscriversi alla stagione successiva lasciando svincolate tutte le proprie atlete.
Fracassi decide quindi di riaccordarsi con il Campobasso, tornando a vestire la maglia a strisce rossoblu dalla stagione 2006-2007 e per le successive tre stagioni giocate tutte in Serie B.
Nell'estate 2010 decide di accettare la proposta della Res Roma che durante il calciomercato è decisa ad allestire una rosa che le consenta di puntare al passaggio di categoria. Con le giallorosse centra il primo obiettivo già alla prima stagione, la 2010-2011, conquistando la 2ª posizione nel girone C, accedendo quindi alla Serie A2, e dopo due altre stagioni al termine della 2012-2013 la promozione in Serie A, la prima per la società e il suo ritorno al campionato di vertice dopo sette anni.
Prosegue nella Res Roma Calcio Femminile anche nelle stagioni successive (che per la quarta volta riesce a conservare la permanenza nella serie A) e recita un ruolo importante in ogni campionato disputato. In questa stagione gioca prevalentemente nella posizione di difensore centrale o terzino destro.
Al termine della stagione 2017-2018 con la cessione del titolo sportivo di partecipazione al campionato di Serie A della Res Roma alla sezione femminile della A.S. Roma, Fracassi ha lasciato il calcio a 11 per passare al calcio a 5, sottoscrivendo un accordo con la formazione capitolina neocampionessa d'Italia dell'Olimpus, iscritta al campionato di Serie A femminile.
Nell'estate 2019 ritorna al calcio a 11, decidendo di re-indossare la maglia della Res Women, neopromossa in Serie C. Con la sua vecchia squadra rimane altre cinque stagioni, condividendo con le compagne il ritorno in Serie B del club capitolino e giocando la sua ultima stagione in giallorosso (Res Roma VIII 2023-2024) dopo 15 anni per appendere al chiodo  gli scarpini tassellati per proseguire l'attività agonistica definitivamente nel calcio a 5.

## Palmarès
- Campionato italiano di Serie A2: 4

Res Roma: 2014-2016
- Campionato italiano di Serie A2: 1

Res Roma: 2012-2013
- Campionato regionale di Serie B: 1

Res Roma: 2010-2011

## Statistiche

### Presenze e reti nei club
Statistiche aggiornate al 13 maggio 2018.
| Stagione        | Squadra         | Campionato      | Campionato | Campionato | Coppe nazionali | Coppe nazionali | Coppe nazionali | Totale | Totale |
| Stagione        | Squadra         | Pres            | Reti       | Comp       | Pres            | Reti            | Pres            | Reti   |        |
| --------------- | --------------- | --------------- | ---------- | ---------- | --------------- | --------------- | --------------- | ------ | ------ |
| 2010-2011       | Res Roma        | B               | ?          | ?          |                 | -               | -               | ?      | ?      |
| 2011-2012       | Res Roma        | A2              | ?          | ?          |                 | -               | -               | ?      | ?      |
| 2012-2013       | Res Roma        | A2              | 18         | 2          | CI              | ?               | ?               | 18+    | 2+     |
| 2013-2014       | Res Roma        | A               | 28         | 1          | CI              | ?               | ?               | 28+    | 1+     |
| 2014-2015       | Res Roma        | A               | 25         | 0          | CI              | ?               | ?               | 25+    | 0+     |
| 2015-2016       | Res Roma        | A               | 21         | 0          | CI              | 4               | 0               | 25     | 0      |
| 2016-2017       | Res Roma        | A               | 22         | 0          | CI              | 2               | 0               | 24     | 0      |
| 2017-2018       | Res Roma        | A               | 18         | 0          | CI              | 3               | 0               | 21     | 0      |
| Totale Res Roma | Totale Res Roma | Totale Res Roma | 132+       | 3+         |                 | 9+              | 0+              | 141+   | 3+     |
| Totale carriera | Totale carriera | Totale carriera | 132+       | 3+         |                 | 9+              | 0+              | 141+   | 3+     |